# Nesticus mikawanus
Nesticus mikawanus är en spindelart som beskrevs av Takeo Yaginuma 1979. Nesticus mikawanus ingår i släktet Nesticus och familjen grottspindlar. Inga underarter finns listade i Catalogue of Life.